# Ruch oporu w Auschwitz
Ruch oporu w Auschwitz zrodził się z niezbędnej do przeżycia samopomocy więźniarskiej. Wielu więźniów trafiało do Auschwitz ze środowisk partyzanckich, przygotowanych do działalności konspiracyjnej.
Celami działań oporu było:
- organizowanie samopomocy więźniarskiej, w tym przygotowanie ucieczek;
- dokumentowanie zbrodni hitlerowskich i podejmowanie prób przerzucania stworzonej dokumentacji do partyzantki poza terenem obozu;
- przygotowywanie ewentualnego powstania zbrojnego.

Wielką trudnością w tworzeniu jednego ruchu były podziały wewnątrz obozu, różnice narodowościowe i językowe, dystans między podobozami. Jednak dochodziło do jednoczenia sił, głównie wśród więźniów polskich. Jedynym wybuchem zbrojnym, do jakiego doszło w Auschwitz, był bunt Sonderkommando (powstanie Sonderkommando w KL Auschwitz II-Birkenau).

## Początki
Pierwsze organizacje obozowego ruchu oporu zaczęły powstawać już w drugiej połowie 1940 – zakładali je głównie Polacy, działacze socjalistyczni: Stanisław Dubois, Norbert Barlicki, Julian Wieczorek, Juliusz Rydygier, Stefan Bratkowski.
Bardzo aktywni byli osadzeni w Auschwitz żołnierze zawodowi. W październiku 1940 rotmistrz Witold Pilecki (w obozie przebywał pod nazwiskiem Tomasz Serafiński) zorganizował grupę pod nazwą Związek Organizacji Wojskowej (ZOW). Pilecki trafił do obozu 22 września 1940. Dobrowolnie przyłączył się do grupy zatrzymanych podczas łapanki w Warszawie. Później uciekł z obozu, prawdopodobnie po to by wynieść dokumenty o zbrodniach hitlerowskich oraz przygotować plany odbicia obozu i uwolnienia więźniów. Uciekając, przekazał kierownictwo majorowi Zygmuntowi Bohdanowskiemu (rozstrzelanemu w Auschwitz 11 października 1943) i kapitanowi Henrykowi Bartosiewiczowi. Praca ZOW polegała głównie na dostarczaniu żywności i ciepłej odzieży. Podnoszono też na duchu więźniów, przekazywano informacje z zewnątrz i poza obóz za pośrednictwem uciekinierów. W lutym 1941 pułkownik Kazimierz Rawicz (w obozie pod nazwiskiem Jan Hilkner) założył w obozie Związek Walki Zbrojnej (ZWZ). Istniało też kilka innych organizacji, utworzonych przez polskich wojskowych.

## Dalszy rozwój
Jesienią 1941 zaczęły działać grupy nacjonalistyczne, rekrutujące się z sympatyków Narodowej Demokracji i Obozu Narodowo-Radykalnego. Ich inicjatorami byli profesor Roman Rybarski (rozstrzelany 6 marca 1942) i Jan Mosdorf (rozstrzelany 11 października 1943).
Pod koniec 1941 ZWZ zainicjował akcję scaleniową. Dowództwo objął pułkownik Rawicz (ZWZ). Na czele stał komitet w składzie: Rybarski – przewodniczący (Endecja), Dubois – wiceprzewodniczący (PPS), Mosdorf (reprezentował grupy młodzieżowe) oraz Rawicz i Pilecki.
Komitet działał do sierpnia 1942, do czasu wywiezienia do KL Mauthausen-Gusen Rawicza. Dowództwo po nim przejął pułkownik Juliusz Gilewicz (rozstrzelany 11 października 1943). W 1943 Niemcy podjęli szereg akcji przeciwko ruchowi oporu. Kierownictwo wojskowe zostało rozbite. W zbiorowych egzekucjach 25 stycznia 1943 i 11 października 1943, zginęło 105 więźniów – działaczy wojskowych i politycznych.
Represje nie zdusiły ruchu oporu. Tuż po zgładzeniu działaczy powstały dwa nowe ośrodki. Lewicowy, złożony z byłych członków PPS, komunistów i bezpartyjnych, działał w obozie macierzystym Auschwitz. Należał do niego m.in. późniejszy premier PRL Józef Cyrankiewicz. Drugi ośrodek powstał w Birkenau, gdzie funkcjonowało w 1943 kilka grup, kontaktujących się z podziemiem w KL Auschwitz. W szpitalu istniała komórka konspiracyjna Alfreda Fiderkiewicza. Należał do niej m.in. Tadeusz Borowski.

## Żeński ruch oporu
Od lata 1943 istniała też podziemna organizacja kobieca w obozie w Brzezince, zorganizowały ją Wiktoria Klimaszewska i Zofia Bratro, które zwerbowały do współpracy: Antoninę Piątkowską, Stanisławę Rachwał i Helenę Hoffman. W 1943 roku organizacja kobieca liczyła kilkadziesiąt osób.

## Międzynarodowe grupy oporu
Niezależnie od grup polskich na przełomie lat 1942/1943 powstały w obozie organizacje więźniów innych narodów – austriacka (komuniści, socjaldemokraci i członkowie Brygad Międzynarodowych z wojny domowej w Hiszpanii), francuska i belgijska (komuniści), rosyjska (jeńcy wojenni i inteligencja, m.in. generał Dmitrij Karbyszew i profesor Iwan Mironow), niemiecka (komuniści, socjaldemokraci i antyfaszyści), czeska i nieliczna kobieca jugosłowiańska (wzięte do niewoli partyzantki).
W maju 1943 utworzono wspólną organizację – Grupę Bojową Oświęcim (GBO, Kampfgruppe Auschwitz). Na czele stanął Komitet Naczelny: Józef Cyrankiewicz, Tadeusz Hołuj, Ernst Burger i Hermann Langbein. Tajne zebrania GBO odbywały się w piwnicy bloku 4 w Auschwitz. Do międzynarodowej grupy przystąpiły polskie grupy wojskowe, jednakże dopiero w 1944 doszło do porozumienia i współpracy, która zaowocowała powołaniem wspólnej Rady Wojskowej Oświęcim. W jej skład weszli z ramienia GBO Lucjan Motyka i Heinrich Dürmayer, a z grupy wojskowej Bernard Świerczyna i Mieczysław Wagner. Rada zajmowała się sprawami wojskowymi. W Monowitz istniała odrębna organizacja z własnym kierownictwem, choć istniał kontakt z GBO. Rada Wojskowa Oświęcim wobec groźby masowej zagłady przygotowywała plany powstania w obozie. Oparto się o plany zrywu więźniów, a także partyzantów poza obozem, przygotowanych jeszcze w 1942 przez pułkownika Kazimierza Rawicza. Wówczas uznany został za zbyt śmiały.

## Koniec działalności
W 1944 powrócono do planów. Nie doczekały się realizacji, gdyż w drugiej połowie tego roku zaczęto masowo wywozić tysiące więźniów, głównie Polaków i Rosjan, do innych obozów. Dowództwo Armii Krajowej uznało go zarazem za nierealny, m.in. z powodu słabego uzbrojenia.